# Let Us Continue
Unter dem Titel Let Us Continue (deutsch „Lasst uns weitermachen“) ist eine Rede bekannt, die Präsident Lyndon B. Johnson am 27. November 1963, fünf Tage nach dem tödlichen Attentat auf seinen Amtsvorgänger John F. Kennedy, vor beiden Häusern des amerikanischen Kongresses hielt. Es war eine Trauerrede für den Ermordeten, als Versuch, die erschütterte amerikanische Nation aufzurichten, als Legitimierung der neuen präsidialen Macht Johnsons sowie als Skizze seines politischen Programms. Mit ihr würdigte er seinen Vorgänger und unterstrich den großen Verlust durch dessen Tod. Zugleich appellierte Johnson an den Kongress, zentrale Initiativen Kennedys zu vollenden. Hier betonte er, dass die Gleichberechtigung der Afroamerikaner endlich herzustellen sei, außerdem die Notwendigkeit umfassender Steuererleichterungen und die zügige Verabschiedung des Haushaltsplans. Die knapp 25-minütige Ansprache gilt als eine der wichtigsten in seiner politischen Laufbahn.

## Vorgeschichte

### Anlass und Hintergrund

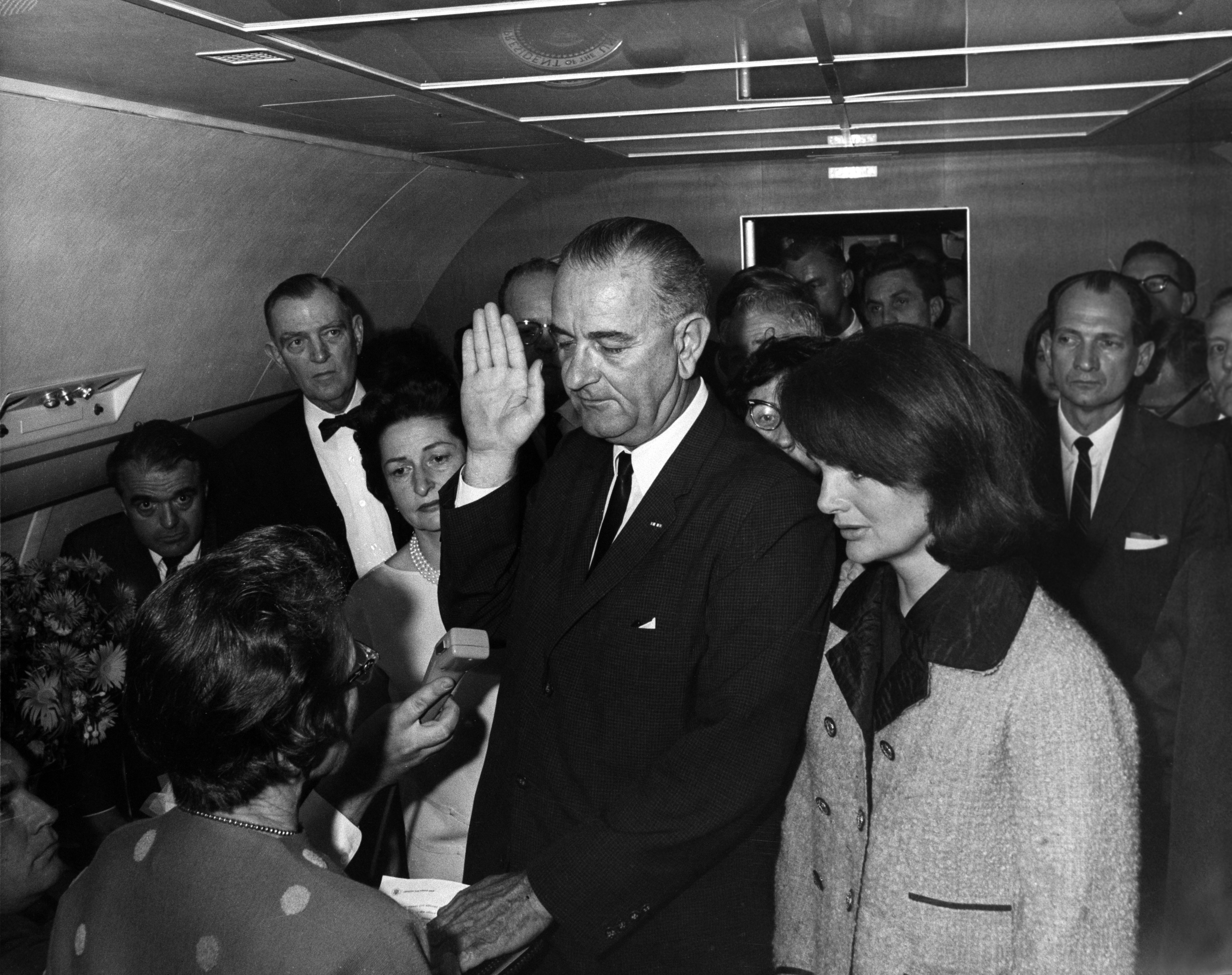
Lyndon Johnson bei seiner Vereidigung. Rechts neben ihm Jackie Kennedy. Foto von Cecil W. Stoughton.

Am 22. November 1963 verübte Lee Harvey Oswald gegen 12:30 Uhr in Dallas ein Attentat auf John F. Kennedy. Die Ärzte des dortigen Parkland Memorial Hospital, die den 35. Präsidenten der Vereinigten Staaten in einer Notoperation zu retten versuchten, konnten seinen Tod nicht mehr abwenden. Mit dem Ableben Kennedys wurde sein Vizepräsident automatisch zum Amtsnachfolger. Am selben Tag legte Lyndon Johnson an Bord der Air Force One den Amtseid ab und wurde 36. US-Präsident.
Nach der Landung der Präsidentenmaschine auf der Andrews Air Force Base nahe Washington, D.C. richtete Johnson ein paar Worte an die Öffentlichkeit. Sein Auftritt dauerte keine 40 Sekunden. Johnson stand dabei nicht im Mittelpunkt der Aufmerksamkeit, denn Kameraleute und Fotografen konzentrierten sich auf den Abtransport des Sarges mit Kennedys Leichnam. Der Tote und die Hinterbliebenen – insbesondere seine Witwe Jackie Kennedy, sein Bruder Robert F. Kennedy und seine Kinder – blieben an den folgenden Tagen im Zentrum der medialen und öffentlichen Wahrnehmung; dies galt in hohem Maße für die Beerdigungszeremonien am 25. November 1963.
Der als machthungrig geltende Texaner Johnson hatte, aus ärmlichen Verhältnissen stammend, in Washington Karriere gemacht, zunächst als Mitglied im Repräsentantenhaus, dann des Senats und dort schließlich als Mehrheitsführer. Seit Beginn seiner Vizepräsidentschaft (1961) betrachtete er sich allerdings als ins politische Abseits geraten, von vielen Beratern und Ministern Kennedys systematisch geschnitten, gedemütigt und am Ende. Die neue Lage sah er als Pflicht und Chance. Er ergriff bereits in Dallas, noch vor dem Rückflug nach Washington, die Initiative und begann mit dem Transfer der Macht. Unverzüglich nach der Ankunft im Executive Office Building, in dem sich sein Amtssitz als Vizepräsident befand, setzte Johnson diese Arbeit fort. Er sprach noch am 22. November mit Everett Dirksen, dem Führer der republikanischen Senatsfraktion, und mit John W. McCormack, dem demokratischen Sprecher des Repräsentantenhauses. In den nächsten Tagen folgten Telefonate oder Treffen mit Gewerkschaftsvertretern wie George Meany, Walter Reuther, Alex Rose und David Dubinsky, mit Frederick Kappel, dem Sprecher von AT&T und Vorsitzenden des Business Council, und mit Vertretern der Bürgerrechtsbewegung wie Martin Luther King und Whitney Young. Auch die Meinungsführer des politischen Liberalismus und des Konservatismus im Kongress kontaktierte er. In diesen persönlichen Gesprächen erbat er Unterstützung und Hilfe bei der Aufgabe, die Vereinigten Staaten aus der Krise hinauszuführen, die durch die Ermordung Kennedys ausgelöst worden war. Diese Intention verfolgte er auch am 25. November 1963, als er mit Gouverneuren der Bundesstaaten zusammentraf.
Um die Kontinuität der Regierungsarbeit sicherzustellen und so öffentlich Stabilität herauszustreichen, bemühte sich der neue Präsident intensiv darum, wichtige Personen aus der Kennedy-Administration – zumindest für eine Übergangszeit – zum Bleiben zu bewegen. Das gelang unter anderem bei Robert McNamara (Verteidigungsminister), Dean Rusk (Außenminister) und McGeorge Bundy (Sicherheitsberater), ferner überraschend schnell und umfassend auch bei Kennedyberatern oder -bewunderern wie Ted Sorensen (Rechtsberater und Redenschreiber), Pierre Salinger (Pressesprecher), Walter Heller und John Kenneth Galbraith (beide Berater für Wirtschaftsfragen), Samuel Beer (Südamerika-Experte), Paul A. Samuelson (Experte für Finanzwirtschaft), William Walton (Journalist und Kunstfachmann), Richard M. Goodwin (Mathematiker und Wirtschaftswissenschaftler), Adlai Stevenson (US-Botschafter bei den Vereinten Nationen) und Arthur M. Schlesinger (Historiker). Selbst Robert Kennedy, Johnson seit ihrem ersten Aufeinandertreffen in gegenseitiger Abneigung verbunden, ließ sich überreden, seine Aufgaben als Justizminister weiterzuführen.
Zur Demonstration politischer Handlungsfähigkeit zählten zudem Einzelgespräche, die Johnson mit Staatsgästen führte, die nach Washington gekommen waren, um am Staatsbegräbnis teilzunehmen. Zu diesen Personen gehörten unter anderem Lester Pearson (Premierminister Kanadas), Ikeda Hayato (japanischer Premierminister), Anastas Mikojan (Stellvertretender Ministerpräsident der Sowjetunion) und Charles de Gaulle (Staatspräsident Frankreichs).

### Entstehungsprozess
Am Tag nach der Ermordung Kennedys führte Dwight D. Eisenhower mit Johnson ein Gespräch. Der Ex-Präsident schlug vor, Johnson solle vor beiden Häusern des Kongresses eine Rede halten. Das Kapitol schien geeignet zu sein, weil Johnson an diesem Ort zu einem führenden Politiker aufgestiegen war, zum Master of the Senate, weil er dort viele Freunde und nur wenige Gegner wähnte, weil der Gang auf den Capitol Hill eine Geste der Wertschätzung für die Legislative und ihre Unabhängigkeit darstellte und weil sich hier zugleich politische Forderungen an den Gesetzgeber richten ließen. Am Nachmittag des 23. November 1963 stand der Termin dieser Rede fest: Sie sollte vier Tage später, also am 27. November, gehalten werden. Zunächst hatte Johnson vor, sie bereits am 26. November zu halten, einen Tag nach der Beerdigung von John F. Kennedy. Bobby Kennedy hatte dagegen jedoch protestiert. Es war klar, dass diese Rede die wichtigste sein würde, die Johnson in seiner bisherigen Karriere zu halten hatte. Viele Amerikaner kannten ihn nicht und es musste gelingen, Vertrauen in seine Person und Amtsführung zu schaffen. Die Ansprache würde vom Fernsehen übertragen werden, Millionen Amerikaner würden sie sehen. Von Vorteil war, dass Fernsehsender nach dem 22. November Porträts ausstrahlten, die Johnson positiv zeichneten.
Johnson stellte ein Team zusammen, das Rede-Entwürfe ausarbeiten sollte. Es umfasste die drei Kennedy-Vertrauten Ted Sorensen, John Kenneth Galbraith und McGeorge Bundy; Horace Busby und Bill Moyers kamen aus dem engen Johnson-Umfeld hinzu.
Eine Reihe weiterer Männer lieferte wesentliche Ideen und Gedanken für die in Aussicht genommene Ansprache; Eingaben kamen unter anderem von Dwight D. Eisenhower, Abe Fortas (ein mit Johnson befreundeter Anwalt in Washington), Hubert Humphrey (Exponent der Liberalen in der Demokratischen Partei), Mike Mansfield (Whip der Demokraten im Senat), Dean Rusk, Douglas Dillon (US-Finanzminister), Adlai Stevenson, Orville Freeman (US-Landwirtschaftsminister) und Kermit Gordon (Direktor des Bureau of the Budget).
Galbraith lieferte einen Entwurf, der Johnson zunächst zusagte. Galbraiths Text stieß allerdings am 25. November bei Sorensen auf starke Ablehnung, Sorensen wollte ihn auf keinen Fall zur Grundlage einer Weiterarbeit machen. Das Urteil Sorensens war Johnson wichtig, denn er hielt ihn für den Urheber von Passagen, die Kennedys Reden so glanzvoll gemacht hatten. Aus diesem Grund hatte Sorensen seit dem 23. November ebenfalls den Auftrag für einen Rede-Entwurf. Der wichtigste Redenschreiber Kennedys legte einen Text vor, der dem von ihm bewunderten Ermordeten alle Ehre zuteilwerden ließ und wie ein persönlicher Nachruf Sorensens wirkte. In den Entwurfsversionen Sorensens blieb Johnson im Schatten seines Vorgängers. Johnson hätte beispielsweise sagen sollen, er könne die Fußstapfen Kennedys nicht ausfüllen (I who cannot fill his shoes …). Johnson hätte sich in der Öffentlichkeit als jemand präsentiert, der bestenfalls die Ideen seines Amtsvorgängers umsetzt, zu eigenständiger und zupackender Führung jedoch nicht willens sei.
Auf der Grundlage verwendbarer Elemente aus Sorensens Entwurf sorgten Hubert Humphrey und Abe Fortas sowie Walter Jenkins, Jack Valenti, Bill Moyers und vor allem Horace Busby in der Nacht vom 26. auf den 27. November 1963 für die Synthese und den Feinschliff. Busby war es auch, der gemäß den Quellen am 26. November 1963 die prägenden Worte let us continue einfügte. Er schlug damit den Bogen zu Kennedys Antrittsrede vom 20. Januar 1961, in der dieser seine Landsleute bat: Let us begin. Die Erinnerung an Kennedys Worte machte Busby zu einem Instrument, um Johnsons Führung herauszustreichen, die auf action drängte, insbesondere auf die politische Umsetzung von Programmen und Gesetzesvorhaben, die völlig ins Stocken geraten waren. Busby sorgte dafür, dass Johnson nicht hinter Kennedy verschwand, sondern als politischer Führer seine Landsleute aufforderte, jenes Schicksal zu erfüllen, das die Geschichte – nicht Kennedy – den Amerikanern aufgegeben habe. Zentral war hier die Betonung der Notwendigkeit, endlich die Bürgerrechte der Afroamerikaner gesetzlich zu kodifizieren. Busby sah in Johnson keinen auf die Krise nur reagierenden Politiker, sondern einen vorausschauenden und aktiven Chef der Exekutive. Johnson selbst hatte am Vorabend der Rede darauf bestanden, die Bürgerrechte prominent anzusprechen. Gegen den Widerstand von Teilen seiner Berater, die dieses Thema für nachteilig hielten, weil im Kongress Fortschritt aufgrund der Blockadepolitik von Südstaaten-Politikern nicht zu erreichen sei, setzte Johnson die ganze Autorität des Amtes und fragte drastisch: „Wozu zum Teufel dient die Präsidentschaft?“ (What the hell’s the presidency for?) Insgesamt entwickelte sich die Rede in ihrem Entstehungsprozess – mindestens neun Versionen sind bekannt – von einer reinen Trauerrede weg hin zu einer Ansprache mit einer mobilisierenden Botschaft und einer knappen Skizze von Johnsons politischem Programm.
Am Morgen des 27. November 1963 studierte Johnson den letzten Entwurf. Er veränderte nur wenig und fügte Hinweise ein, wo er, der Gefahr lief, zu rasch zu sprechen, eine Pause vorsah. Unterstreichungen kennzeichneten jene Worte, die er betonen wollte.

## Rede
|  | Info zur Audio-Datei |

### Aufbau
Die Rede begann mit einem Tribut an Kennedy und sein Werk. Anschließend erklärte Johnson seine Absicht, die Kontinuität in der amerikanischen Außenpolitik zu wahren. An diesen Abschnitt schloss sich eine Passage an, die sich vor allem der Innenpolitik widmete. Der 36. Präsident richtete seine Worte dann direkt an die Kongressmitglieder; sie sollten eine Steuerreform beschließen und eine Gesetzesvorlage zum Abbau der Rassendiskriminierung. Im Gegenzug versprach Johnson Haushaltsdisziplin. Er betonte, dass er als früheres Kongressmitglied die Unabhängigkeit der Legislative achten werde und zugleich davon ausgehe, dass der Gesetzgeber jetzt entsprechend handle. Die Bitte um nationalen und politischen Zusammenhalt leitete zum Ende der Rede über, deren Schlusspunkt einige Zeilen aus dem patriotischen Lied America the Beautiful bildeten.

### Zentrale Botschaften und Stilmittel
Johnson betonte zu Beginn, dass kein Wort ausreiche, um die Trauer zu ermessen, die die Ermordung Kennedys ausgelöst habe. Sofort schloss er daran eine Antithese an: Kein Wort sei stark genug, um die Entschlossenheit der Amerikaner auszudrücken, den von Kennedy begonnenen Vorwärtsdrang Amerikas fortzusetzen. Bereits an dieser frühen Stelle hob er Kennedys Initiativen gegen Rassentrennung hervor, den „Traum von gleichen Rechten für alle Amerikaner gleich welcher Rasse oder Farbe“ (above all, the dream of equal rights for all Americans, whatever their race or color). Zugleich stellte er heraus, es gehe nicht mehr nur um noble Ideale, sondern um „tatkräftiges Handeln“ (effective action). Johnson rief an dieser Stelle nicht allein den innenpolitischen „Traum“ gleicher Rechte in Erinnerung, sondern auch „Träume“ von der Bildung junger Menschen, von Arbeitsplätzen für alle, von der Betreuung älterer Menschen und von einer umfassenden Bekämpfung psychischer Krankheiten.
Bei seinen Ausführungen zur Kontinuität in der Außenpolitik unterstrich der neue Präsident, Amerika werde seine Verpflichtungen einhalten – von West-Berlin bis Südvietnam. Das war eine Warnung an Mächte wie die Sowjetunion oder China, die aus Sicht der amerikanischen Politik die Freiheit bedrohten.
Johnson forderte die Kongressmitglieder auf, jetzt gesetzgeberisch tätig zu werden. In seiner Rhetorik nutzte er erneut starke Gegensatzpaare und Metaphern, er forderte nachdrücklich dazu auf, ihm zu helfen. Das Attentat habe ihm die Last der Präsidentschaft aufgebürdet. Er könne sie nicht allein tragen, sondern nur mit Hilfe des Kongresses und der Amerikaner. Unsicherheit, Zweifel und Verzögerungen seien beiseite zu räumen; man möge zeigen, dass man zu entschlossenem Handeln fähig sei. Aus dem Verlust Kennedys solle nicht Schwäche, sondern Stärke geschöpft werden. In Anspielung auf das Kennedy-Wort let us begin formulierte Johnson let us continue.
Er wurde konkret: Die frühestmögliche Verabschiedung des Bürgerrechtsgesetzes, für das Kennedy so lange gekämpft habe, sei eine beredtere Würdigung des Ermordeten als jede Lob- und Trauerrede. Mehr noch: Johnson hob hervor, dass lange genug über Gleichberechtigung gesprochen worden sei, hundert Jahre oder länger. Es sei jetzt an der Zeit, „das nächste Kapitel zu schreiben, und zwar in den Gesetzbüchern.“ Alle Spuren von Diskriminierung und Unterdrückung, die auf Rasse oder Hautfarbe beruhten, seien zu beseitigen.
Johnson forderte vom Kongress überdies wie schon sein Vorgänger die Verabschiedung einer Steuerreform, die Unternehmens- und Einkommenssteuern senken sollte. Die Pläne sahen ferner moderat steigende Staatsausgaben vor (deficit spending). Beides – so das wesentlich auf Walter Heller zurückgehende Konzept – sollte Haushalte und Unternehmen entlasten, das Wachstum stimulieren und die Arbeitslosigkeit senken. Für ihre Mitarbeit an den dringend notwendigen Maßnahmen versprach der Präsident den Kongressmitgliedern strikte Haushaltsdisziplin, denn er wusste, dass der Haushaltsentwurf im Kongress blockiert war, weil dieser aus Sicht entscheidender Finanzpolitiker, allen voran Harry Byrd, die kritische Marke von 100 Milliarden US-Dollar überschritten hatte.
Johnson war sich bewusst, dass dergleichen Forderungen den Anschein hervorrufen konnten, er missachte die Autonomie des Kongresses. Diesem Eindruck baute er vor durch die Versicherung, er glaube fest an die Unabhängigkeit und Integrität der Legislative. Der Respekt für diese Autonomie entspreche seiner tiefen Überzeugung. Mit gleicher Festigkeit gehe er davon aus, dass der Kongress zu klugem, energischem und schnellem Handeln fähig sei. Er strich heraus: „Die Notwendigkeit besteht, hier und jetzt. Ich bitte Sie um Ihren Beistand.“ (The need is here. The need is now. I ask your help.)
Johnsons Forderung nach Taten kam in der Rede durch die häufige Verwendung des Begriffs action zum Ausdruck, den er insgesamt zehnmal nutzte. Schon in den Gesprächen mit den Repräsentanten der unterschiedlichen Interessengruppen und mit Einzelpersonen hatte er immer wieder um Hilfe gebeten; auch in der Ansprache vor beiden Kammern des Kongresses bat er zweimal explizit um Mithilfe.
Wiederholungen setzte der Redner auch an anderen Stellen gezielt ein, um seine Botschaften deutlich zu übermitteln. So fand sich dieses Stilmittel gleich zu Beginn der Rede, als Johnson vom Weiterleben des Ermordeten sprach (he lives on). Ebenfalls zu Beginn nutzte er das Mittel der Repetitio, als er an die politischen Träume erinnerte, deren Realisierung Kennedy begonnen habe (the dream of …). Auch im weiteren Verlauf setzte der Redner Wiederholungen ein, als er erklärte, was in der Krise nicht passieren dürfe: „nicht zu zögern, nicht zu stocken, nicht kehrtzumachen und bei diesem schlimmen Augenblick zu verweilen“ (not to hesitate, not to pause, not to turn about and linger over this evil moment). Das zentrale Verb continue setzte er fünfmal ein.
Johnson bezog sich nicht allein auf Kennedy. Gegen Ende spielte er auf eine Formulierung aus Abraham Lincolns berühmter Gettysburg Address von 1863 an: „So lassen Sie uns hier den heiligen Entschluss fassen, dass John Fitzgerald Kennedy nicht vergeblich gelebt haben und nicht umsonst gestorben sein soll.“ (So let us here highly resolve that John Fitzgerald Kennedy did not live – or die – in vain.)

### Vortragsweise und unmittelbare Reaktionen
Öffentliche Reden zählten viele Jahre nicht zu den Stärken Johnsons. Sein ausgeprägter Südstaaten-Akzent konnte Zuhörer von Inhalten ablenken und brachte einige unter ihnen sogar gegen den Redner auf. Wenngleich Johnson davon ausging, sein Vortragstalent könne mit dem von Kennedy nicht mithalten, verbesserte er dennoch seine Fähigkeiten schrittweise. Johnson hatte lange Strecken seines Lebens mit seinem Temperament zu kämpfen, das auch die beabsichtigten Wirkungen seiner öffentlichen Auftritte durchkreuzen konnte. Dazu zählten seine Neigung, häufig zu schnell zu sprechen, dabei hektisch mit den Armen zu rudern sowie die Unruhe seiner Hände. In der Phase des Machtübergangs von Kennedy auf ihn selbst hatte er diese und andere persönliche Schwächen im Griff. Das zeigte sich in der Art, wie er am frühen Nachmittag des 27. November 1963 seine Rede hielt: Sein Tempo und seine Aussprache waren klar; er wirkte ruhig, gefasst und entschlossen. Er verströmte eine Aura der Selbstsicherheit und Sorgfalt.

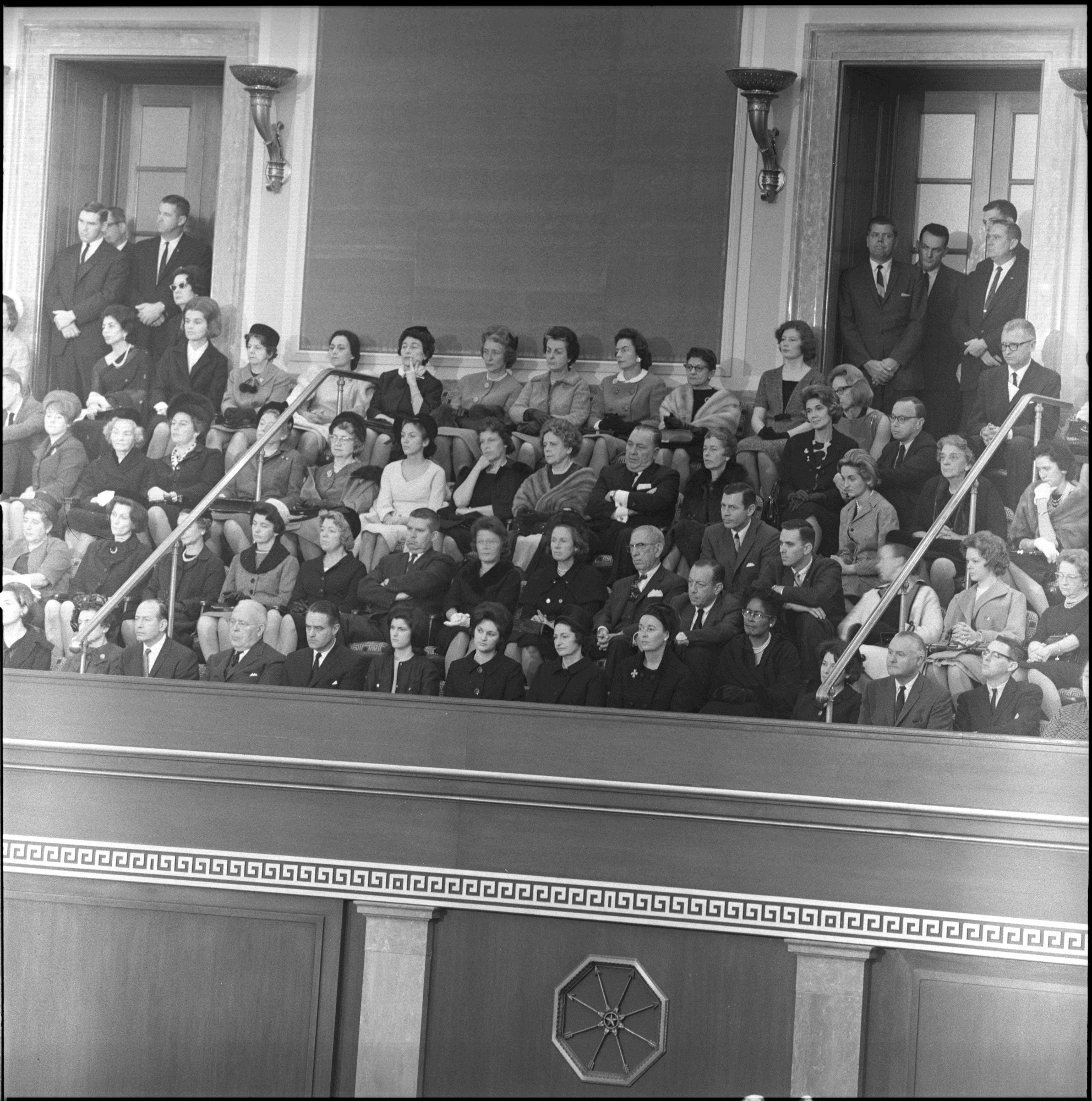
Lady Bird Johnson, ihre Töchter Lynda und Luci sowie weitere Personen in der Familien-Loge während der Ansprache. Foto von Cecil W. Stoughton.

Johnsons Rede wurde vom Publikum im Saal – nicht nur Kongressmitglieder waren anwesend, sondern auch Johnsons Frau, Lady Bird Johnson, und seine Töchter, Regierungsmitglieder und -berater, Richter des Supreme Court, Angehörige der Joint Chiefs of Staff, ausländische Diplomaten sowie viele Pressevertreter – insgesamt 34 Mal durch Applaus unterbrochen. Dieser war am längsten und lautesten, als Johnson vom Kongress die zügige Verabschiedung eines Bürgerrechtsgesetzes forderte. Starker Beifall folgte auch gegen Ende von Johnsons Ansprache, als der Präsident nationalen und politischen Zusammenhalt über alle Differenzen hinweg anmahnte. Seine Zuhörer reagierten schließlich mit großem Beifall und erhoben sich, nachdem er die Ansprache unter Rückgriff auf Liedzeilen aus America the Beautiful – sehr langsam, mit viel Gefühl, mit sehr sanfter, fast brechender Stimme – beendet hatte.
Nicht alle Kongressmitglieder applaudierten während der Rede. An vielen Stellen hielten sich Republikaner zurück. Insbesondere aber regte sich keine Hand der Südstaaten-Vertreter, sobald Johnson die Verabschiedung eines Gesetzes forderte, das die Rechte der Afroamerikaner stärken sollte.

## Wirkungen

### Rezeption
Die Zeitungen des Landes waren voll des Lobes. Das galt etwa für die New York Times, die Washington Post, die New York Herald Tribune, den Boston Herald oder Newsweek. Johnsons ruhige und zugleich bestimmte Art des Vortrags hätten viel zur Überzeugungskraft seiner Worte beigetragen. In den nachfolgenden Wochen zeigte die deutliche Mehrheit entsprechender Briefe und Telegramme an das Weiße Haus, dass die Rede auch außerhalb der Presse sehr positiv aufgenommen wurde. In der internationalen Presse war das Echo ebenfalls wohlwollend. Das galt für Westeuropa, Lateinamerika (einschließlich Kuba) und den Nahen Osten. Auch in Moskau wurde sie mit Vorsicht, aber positiv bewertet. Einzig Renmin Ribao, das Zentralorgan der Kommunistischen Partei Chinas, sparte nicht mit Kritik, in Peking erwartete man die Fortsetzung von außenpolitischer Aggression und Krieg durch die USA.
Dem insgesamt positiven Tenor schlossen sich später Biografen und Historiker an. Nach Ashley Barrett hatte die Rede vom 27. November 1963, eine der wichtigsten in Johnsons Laufbahn, einen überwältigenden Erfolg. Robert Dallek urteilte, nur wenig andere Faktoren hätten mehr zum gelungenen Machttransfer beigetragen als diese Ansprache. Robert A. Caro nannte die Rede einen „Triumph“.
Mittlerweile ist Johnsons Ansprache auch künstlerisch verarbeitet worden. Der Fernsehfilm All the Way (2016) – deutscher Titel: Der lange Weg – mit Bryan Cranston in der Hauptrolle griff sie gleich in den ersten Minuten auf.

### Politische Folgen
Die Rede wirkte wie der Auftakt erfolgreichen Regierens. Es gelang Johnson in Rekordzeit, den lange blockierten Haushalt einschließlich eines Gesetzes zur Steuerreform durch den Kongress verabschieden zu lassen; die positiven Wirkungen auf Wachstum und Beschäftigung waren größer als erhofft. Unmittelbar danach setzten die Bemühungen ein, den Civil Rights Act durchzubringen, was trotz des erheblichen Widerstands von Südstaaten-Politikern im Juli 1964 gelang. Wahlrechtsregelungen waren in diesem Gesetz ausgenommen. Sie wurden ein Jahr später im Voting Rights Act geregelt.
Unter dem Begriff Great Society, den Johnson am 22. Mai 1964 im Rahmen einer Rede an der University of Michigan einführte, fasste der Präsident ein weitgespanntes gesellschaftliches Reformprogramm zusammen. Es umschloss neben der Gleichberechtigungspolitik unter anderem die Armutsbekämpfung (War on Poverty), Gesundheitspolitik (Medicare und Medicaid), Bildungsprogramme, Kultur- und Kunstförderung (National Endowment for the Arts), Förderung von Geisteswissenschaften (National Endowment for the Humanities), Verbraucherschutz, Maßnahmen zur Förderung von Transport und Mobilität sowie Programme zur Förderung des Wohnens und der Stadtentwicklung.
Umfragen zeigten sehr hohe Zustimmungswerte zur Amtsführung Johnsons. Zwischen März und Mai 1964 stiegen sie von 70 auf 77 Prozent.
Das amerikanische Engagement in Südvietnam hatte Johnson in seiner Let-Us-Continue-Rede nur kurz erwähnt. Ohne es zu ahnen, hatte er damit sein Menetekel bezeichnet: Die vermeintliche Verteidigung der Demokratie im Vietnamkrieg sollte sich in den kommenden Jahren als Sargnagel für seine Glaubwürdigkeit und seine Präsidentschaft erweisen.

## Anhang

### Spezialstudien
- Ashley Barrett: Lyndon B. Johnson, "Let Us Continue" (27. November 1963). In: Voices of Democracy. Band 4, 2009, S. 97–119 (PDF; 221 kB).
- Kurt Ritter: Lyndon B. Johnson’s Crisis Rhetoric after the Assassination of John F. Kennedy: Securing Legitimacy and Leadership. In: Amos Kiewe (Hrsg.): The Modern Presidency and Crisis Rhetoric. Praeger Publishers, Westport 1994, ISBN 0-275-94176-0, S. 73–89.
- Patricia D. Witherspoon: „Let Us Continue:“ The Rhetorical Initiation of Lyndon Johnson’s Presidency. In: Presidential Studies Quarterly. Band 17, Nr. 3, Sommer 1987: Bicentennial Considerations and the Eisenhower and L.B. Johnson Presidencies, S. 531–539.

### Weiterführende Literatur
- Vaughn Davis Bornet: The presidency of Lyndon B. Johnson. University Press of Kansas, Lawrence KS 1983, ISBN 0-7006-0237-2.
- Robert A. Caro: The Passage of Power (The Years of Lyndon Johnson, Band 4). Alfred A. Knopf, New York City 2012, ISBN 978-0-679-40507-8.
- Robert A. Caro: Der Nachfolger. Lyndon B. Johnson und der Tag, an dem John F. Kennedy starb (Auszug aus The Passage of Power), übernommen aus The New Yorker. Suhrkamp Verlag, Berlin 2013, ISBN 978-3-518-06488-7.
- Robert Dallek: Lyndon B. Johnson. Portrait of a President. Oxford University Press, Oxford u. a. 2004, ISBN 0-19-515920-9.
- Robert Dallek: Flawed giant. Lyndon Johnson and His Times, 1961–1973. Oxford University Press, New York City 1998, ISBN 0-19-505465-2.
- Rowland Evans, Robert Novak: Lyndon B. Johnson. Geschichte eines Scheiterns. S. Fischer Verlag, Frankfurt am Main 1968.
- Doris Kearns: Lyndon Johnson and the American Dream. André Deutsch Limited, London 1976, ISBN 0-233-96839-3.
- Irwin Unger, Debi Unger: LBJ. A Life. Wiley, New York NY u. a. 1999, ISBN 0-471-17602-8.
- Randall Bennett Woods: LBJ. Architect of American Ambition. Harvard University Press, Cambridge MA / London 2007, ISBN 0-674-02699-3.